# Ninja (phim 2009)
Ninja là một bộ phim hành động - võ thuật Mỹ năm 2009 do Isaac Florentine làm đạo diễn, có sự tham gia của Scott Adkins, Tsuyoshi Ihara và Mika Hijii. Phim kể về anh chàng võ sinh tên Casey Bowman sau khi học võ ở Nhật Bản nhiều năm thì được sư phụ của mình giao nhiệm vụ đến thành phố New York nhằm mục đích bảo vệ báu vật quý giá của giáo phái ninja Kōga-ryū trước sự truy đuổi của một tên sát thủ ác độc.
Phần tiếp theo của phim có tựa đề Ninja: Shadow of a Tear đã được phát hành vào năm 2013.

## Nội dung
Casey Bowman từng là một đứa trẻ mồ côi sống lang thang ở đất nước Nhật Bản, anh được một võ đường cưu mang và nuôi đến khôn lớn. Sư phụ Takeda trong võ đường dạy võ cho Casey rồi xem anh như con trai ruột của ông. Do Casey luôn sống tốt và chăm chỉ rèn luyện võ nghệ nên anh được Namiko - con gái của sư phụ Takeda cũng như nhiều người khác yêu quý, chính điều đó đã khiến tên đại đồ đệ mưu mô, xảo quyệt Masazuka ngày càng căm ghét Casey. Trong một lần tập võ, Masazuka đã cố tình dùng kiếm thật để tấn công Casey nhưng may mắn là Casey đã chống trả lại, sư phụ Takeda thấy vậy liền đuổi Masazuka đi mặc dù ông cũng rất yêu thương hắn và từng hi vọng hắn sẽ trở thành chiến binh Soke thực thụ.
Một thời gian sau, Masazuka trở thành một sát thủ độc ác khét tiếng ở Mỹ, hắn làm việc với băng đảng tội phạm The Ring, cầm đầu bởi người đàn ông tên Temple. Masazuka trở về võ đường năm xưa để cướp Yoroi Bitsu - một báu vật quý giá của giáo phái ninja Kōga-ryū, đó chỉ là chiếc rương chứa những vũ khí của ninja cổ xưa. Khi tìm không thấy chiếc rương, Masazuka giận dữ giết chết sư phụ Takeda cùng nhiều người khác trong võ đường. Hắn chỉ biết là Casey và Namiko đang đưa Yoroi Bitsu đến thành phố New York mà không biết rằng họ sẽ giao chiếc rương cho giáo sư Garrison để ông nghiên cứu và bảo tồn sức mạnh tâm linh tối cao của nó. Trở về New York, Masazuka cho thuộc hạ truy đuổi Casey và Namiko. Giáo sư Garrison chẳng may bị bọn tội phạm bắn chết, vì thế nên Casey và Namiko bị cảnh sát bắt giữ ngay khi đang trên đường chạy trốn. Cảnh sát nghi ngờ cả hai đã giết giáo sư Garrison, mặc dù Casey giải thích rất nhiều nhưng ông Thám tử Traxler vẫn không tin. Một lát sau Masazuka đến đồn cảnh sát, hắn chém giết vài người cảnh sát và bắt Namiko đi để tra hỏi cô về chỗ giấu Yoroi Bitsu.
Casey cũng lợi dụng lúc mất điện rồi bỏ trốn khỏi đồn cảnh sát, anh đi đến sào huyệt của băng đảng The Ring, hạ gục hết thuộc hạ của Temple rồi bắt Temple tiết lộ số điện thoại của Masazuka. Casey gọi điện cho Masazuka, anh nói rằng sẽ giao Yoroi Bitsu cho hắn và đổi lại hắn phải thả Namiko ra. Ngay sau đó, Masazuka đưa Namiko đến một công trường xây dựng để gặp Casey như thỏa thuận, hắn thấy Yoroi Bitsu liền thả Namiko chạy đi, nhưng trong chiếc rương không có gì. Masazuka nhận ra Casey đã lấy vũ khí trong rương trang bị vào người, cả hai quyết định giao chiến với nhau. Trước khi giao chiến, băng đảng The Ring xuất hiện để giết chết Casey, Namiko và cả Masazuka, nhưng chỉ trong phút chốc cả ba người đã tiêu diệt hết bọn The Ring. Casey và Masazuka lao vào đánh nhau. Trong lúc đánh nhau, Masazuka còn bắn thuốc độc vào người Namiko khiến Casey vô cùng tức giận. Lúc đó máy bay trực thăng của cảnh sát bay đến, cánh quạt thổi khói bụi bay mù mịt, Masazuka lợi dụng thời cơ đó biến mất trước mặt Casey, nhưng Casey thông minh hơn, anh vung kiếm đâm trúng Masazuka đang đứng sau lưng đúng lúc hắn định chém anh. Casey lấy lọ thuốc giải trong thanh kiếm của mình để cứu Namiko sống lại, trước khi bỏ đi Casey đã chém đầu Masazuka theo yêu cầu của hắn.
Sáng hôm sau, Thám tử Traxler thông báo với Casey và Namiko là Temple đã bị bắt cũng như băng đảng The Ring đã tan rã, ông đưa hộ chiếu cho cả hai rồi bảo họ đã đến lúc rời khỏi New York. Casey và Namiko trở về Nhật Bản, họ xây mộ cho sư phụ Takeda và tiếp tục dạy võ cho những võ sinh khác.

## Diễn viên
- Scott Adkins vai Casey Bowman
- Tsuyoshi Ihara vai Masazuka
- Mika Hijii vai Namiko Takeda
- Todd Jensen vai Thám tử Traxler
- Togo Igawa vai Sư phụ Takeda
- Garrick Hagon vai Giáo sư Garrison
- Miles Anderson vai Temple
- Valentin Ganev vai Klimitov
- Atanas Srebrev vai Thám tử Vukovich
- Nikolai Sotirov vai Adamovich
- Meglena Karalambova vai Rachel
- Katherine Khuat vai Kiko
- Kenji Motomiya vai Akira
- Masaki Onishi vai Ryuu
- Fumio Demura vai Dai Shihan
- Valizar Binev vai Chủ quán cà phê